# (142369) Johnhodges
(142369) Johnhodges est un astéroïde de la ceinture principale.

## Description
(142369) Johnhodges est un astéroïde de la ceinture principale. Il fut découvert le 14 septembre 2002 à l'observatoire Palomar par Robert D. Matson. Il présente une orbite caractérisée par un demi-grand axe de 2,45 UA, une excentricité de 0,08 et une inclinaison de 7,1° par rapport à l'écliptique.

## Compléments